# Sooty Rock
Der Sooty Rock (von englisch sooty ‚rußig, geschwärzt‘, in Argentinien Arrecife Negro ‚Schwarzes Riff‘, in Chile Arrecife Black) ist ein 20 m hoher Klippenfelsen im Wilhelm-Archipel vor der Westküste des Grahamlands auf der Antarktischen Halbinsel. Er liegt zwischen dem Lumus Rock und den Betbeder-Inseln.
Teilnehmer der British Graham Land Expedition (1934–1937) entdeckten ihn und benannten ihn deskriptiv als Black Reef (englisch für Schwarzes Riff). Die Besatzung der Endurance sichtete ihn im Februar 1969. Das UK Antarctic Place-Names Committee nahm 1971 eine Anpassung der Benennung vor, um der eigentlichen Natur des geographischen Objekts zu entsprechen und dabei eine Verwechslung beispielsweise mit dem Black Rock im Südatlantik und dem Black Rock im Archipel der Heard und McDonaldinseln zu vermeiden.